# Swingers (film, 1996)
Pour les articles homonymes, voir Swingers.
Pour plus de détails, voir Fiche technique et Distribution.
Swingers, ou Célibataires et en cavale au Québec, est un film américain réalisé par Doug Liman, sorti en 1996.

## Synopsis
Mike a quitté la côte est, sa mère et ses études pour Hollywood afin d'exercer le métier de comédien. Mais une question le préoccupe. Pourquoi sa petite amie a récemment rompu avec lui après six ans de relation ? Quand lui téléphonera-t-elle ? Ses copains, Trent, Bob, Charles et Sue, tentent en vain de le distraire. Mais Mike joue les trouble-fêtes. Jusqu'à ce que, au grand soulagement de tous, il se remette à flirter avec une femme nommée Lorraine.

## Fiche technique
- Titre : Swingers
- Titre québécois : Célibataires et en cavale
- Réalisation : Doug Liman
- Scénario : Jon Favreau
- Musique : Justin Reinhardt
- Photographie : Doug Liman
- Montage : Stephen Mirrione
- Production : Victor Simpkins
- Sociétés de production : Doug Liman Productions, Independent Pictures & The Alfred Shay Company
- Société de distribution : Miramax
- Pays de production :  États-Unis
- Langue : Anglais
- Format : Couleur - Dolby - 35 mm - 1.85:1
- Genre : Comédie dramatique
- Durée : 94 min
- Budget: 200 000 $
- Dates de sortie : 
  - États-Unis : 18 octobre 1996
  - France : 29 juillet 1998

## Distribution
- Jon Favreau (VF : Daniel Lafourcade ; VQ : Antoine Durand) : Mike
- Vince Vaughn (VF : Jean-Philippe Puymartin ; VQ : Daniel Picard) : Trent
- Ron Livingston (VF : Bernard Bollet ; VQ : Daniel Lesourd) : Rob
- Patrick Van Horn (VF : Serge Faliu ; VQ : François Sasseville) : Sue
- Alex Désert (VF : Jean-Paul Pitolin) : Charles
- Heather Graham (VF : Marine Jolivet ; VQ : Valérie Gagné) : Lorraine
- Deena Martin (VF : Déborah Perret ; VQ : Katherine Adams) : Christy
- Katherine Kendall (VF : Véronique Alycia) : Lisa
- Brooke Langton (VF : Virginie Ledieu) : Nikki
- Rio Hackford : Skully
- Vernon Vaughn (VF : Achille Orsoni) : Le flambeur aux 100$

 Source et légende : version française (VF) sur RS Doublageet version québécoise (VQ) sur Doublage.qc.ca

## Bande originale
Swingers: Music from the Miramax Motion Picture
1. You're Nobody 'til Somebody Loves You (Dean Martin)
2. Paid for Loving (Love Jones)
3. With Plenty of Money and You (Count Basie et Tony Bennett)
4. You and Me and the Bottle Makes 3 Tonight (Baby) (Big Bad Voodoo Daddy)
5. Knock Me a Kiss (Louis Jordan)
6. Wake Up (The Jazz Jury)
7. Groove Me (King Floyd)
8. I Wan'na Be Like You (Big Bad Voodoo Daddy)
9. Mucci's Jag MK II (Joey Altruda)
10. King of the Road (Roger Miller)
11. Pictures (The Jazz Jury)
12. She Thinks I Still Care (George Jones)
13. Car Train (The Jazz Jury)
14. Pick Up the Pieces (Average White Band)
15. Go Daddy-O (Big Bad Voodoo Daddy)
16. I'm Beginning to See the Light (Bobby Darin)

## Sortie et accueil
Le film connaît un succès commercial au box-office par rapport à son budget de 200 000 $, rapportant 4 555 020 $ de recettes aux États-Unis, où il fut distribué jusqu'à 160 salles. En France, il totalise 15 922 entrées.